# Dateikonverter
Dateikonverter sind Softwarekomponenten oder eigenständige Computerprogramme, die eine Datei in einem anderen Dateiformat ausgeben, als es derzeit gespeichert ist. Dieser Vorgang wird in der Informatik allgemein als Konvertierung bezeichnet. Da die Ausgangsdatei in der Regel erhalten bleibt, wird sie nicht im wörtlichen Sinn „umgewandelt“. Um Dateien in den verschiedenen Formaten lesen und schreiben zu können, werden sogenannte Codecs eingesetzt.
Etliche Office-Anwendungen und Editoren sind in der Lage, Dateien in verschiedenen Dateiformaten einzulesen und sie gegebenenfalls auch in einem anderen wieder zu speichern. Das ist grundsätzlich eine Konvertierung, allerdings steht bei diesen Programmen meist die Bearbeitung der Daten im Vordergrund und nicht die Konversion zwischen verschiedenen Formaten.
Daneben existieren auch Programme, deren einziger Zweck die Dateikonvertierung ist. Diese Programme können dann aus einer oder mehreren Ausgangsdateien wiederum eine oder mehrere Zieldateien in neuen Formaten erzeugen (z. B. LaTeX2html). Einige Dateikonverter erlauben auch das Konvertieren einer größeren Anzahl von Dateien mittels Stapelverarbeitung, auch Batch-Konvertierung genannt. Dateikonverter werden inzwischen auch als Serveranwendung auf einem Anwendungsserver als Online-(Datei-)Konverter bereitgestellt. 
Sehr beliebt sind Converter, die Videos, wie zum Beispiel von der Streamingplattform YouTube, lokal in mehreren Formaten (MP3, MP4, M4A, AAC, FLAC, OGG, WMA, AVI, WMV, 3GP) speichern können. Rechtlich ist dies erlaubt, solange es sich um eine Privatkopie handelt, also für den persönlichen, nicht kommerziellen Gebrauch. Aber Achtung: Womöglich verstößt man dabei unter bestimmten Umständen gegen die Nutzungsbedingungen des Anbieters.
Sogenannte PDF-Konverter erlauben die Konvertierung verschiedener Dokumentenformate in das Zielformat PDF und werden auch (kostenlos) online angeboten.
Dateikonverter werden zum Teil auch als Software-Erweiterung für bestimmte Anwendungen angeboten (z. B. Medienkonverter als Webbrowser-Plug-ins).
EDI-Konverter sind spezielle Dateikonverter, die beim elektronischen Datenaustausch (electronic data interchange) zwischen verschiedenen Datenverarbeitungssystemen, zum Einsatz kommen.